# Novoukraiinka, Manevîci
Novoukraiinka (în ucraineană Новоукраїнка) este un sat în comuna Rudnîkî din raionul Manevîci, regiunea Volînia, Ucraina.

## Demografie
Componența lingvistică a localității Novoukraiinka
     Ucraineană (100%)
Conform recensământului din 2001, toată populația localității Novoukraiinka era vorbitoare de ucraineană (100%).